# Eduardo Blanco Amor
Eduardo Modesto Blanco Amor (Orense, 14 de septiembre de 1897 - Vigo, 1 de diciembre de 1979) fue un escritor y periodista español, que escribió tanto en gallego como en castellano.Recibió influencias de Charles Baudelaire, Stéphane Mallarmé, Arthur Rimbaud y Gabriele d'Annunzio. En Argentina conoce a Jorge Luis Borges, Ernesto Sabato y Horacio Quiroga. Funda Terra, portavoz de las Irmandade Nazonalista Galega de Buenos Aires, dirige Céltiga y colabora en Nós. De vuelta en España contacta con la Generación del 27 y conoce a Federico García Lorca. Retorna a Argentina. En 1972 es elegido miembro numerario de la Real Academia Gallega y en 1993 se le dedica el Día de las Letras Gallegas.

## Biografía
Su padre abandonó el hogar familiar cuando Eduardo sólo contaba tres años. En 1915, a la edad de diecisiete años, empezó a trabajar como secretario de dirección en El Diario de Orense. Durante esta época frecuentó las tertulias de Vicente Risco, figura que tuvo una importancia decisiva en su futura defensa y promoción de la cultura gallega. En 1919 emigró a Buenos Aires (Argentina), donde continuó en contacto con intelectuales gallegos de la emigración, tomando parte activa en la Federación de Sociedades Galegas, fundada en 1921, que pretendía aglutinar a todos los inmigrantes gallegos. En 1923 fundó con Ramiro Isla Couto la revista Terra, en lengua gallega. En 1925 entró a formar parte del diario argentino La Nación, donde conoció a escritores argentinos como Leopoldo Lugones, Borges, Sabato y Mallea, y uruguayos como Horacio Quiroga. 
En 1927 inició su carrera literaria, con la novela Os Nonnatos, a la que siguió, al año siguiente, el libro de poemas Romances Galegos. 
Ese mismo año y en Buenos Aires, participa junto a Domingo Rial Seijo, Ramón Suárpez Picallo y Ramón Peña en la refundación de la revista Celtiga.
En 1928 regresó a Galicia como corresponsal del diario La Nación. Durante este primer regreso conoció a Castelao y a varios intelectuales del Partido Galeguista y el grupo Nós, y escribió Poema en catro tempos, que publicaría posteriormente en Argentina en 1931. Desde Buenos Aires colaboró más tarde con la revista Nós con varios poemas y tres capítulos de su novela inconclusa A escadeira de Jacob. 
Volvió a instalarse en España como corresponsal de La Nación entre 1933 y 1935, y conoció en Madrid a Federico García Lorca, al que le unió una gran amistad; Blanco Amor fue quien publicó los Seis poemas galegos (1935) de Lorca. 
Defendió desde Argentina la causa republicana cuando se produjo el estallido de la guerra civil española. Durante los 20 años siguientes utilizó en exclusiva el castellano en su obra literaria, con obras como Los miedos (1936) o La catedral y el niño (1948). En 1956 regresó al gallego con Cancioneiro, y en 1959 publicó una novela de gran importancia para la renovación de la narrativa gallega, A esmorga (traducida al castellano como La parranda). 
En Buenos Aires fundó y dirigió el Teatro Popular Galego. También fue director de la revista Galicia, publicada por el Centro Gallego de Buenos Aires. 
Regresó a España en 1965, y publicó otra obra que tuvo gran repercusión, el libro de cuentos Os biosbardos (1962). Su última etapa fue muy fecunda, a pesar de ser relegado por la cultura oficial del tardofranquismo debido a sus posicionamientos de izquierda, el carácter crítico de su obra y su homosexualidad. En 1970 dio a luz una nueva edición de A esmorga, y en 1972 apareció la novela Xente ao lonxe. En sus últimos años prestó gran atención al género teatral, con obras como Farsas para Títeres (1973) y Teatro pra a xente (1975). 
Falleció en Vigo el 1 de diciembre de 1979. Sus restos descansan en el Cementerio de San Francisco de Orense.
Muchas de sus obras narrativas (A esmorga, Xente ao lonxe, Os biosbardos) se desarrollan en una ciudad ficticia, Auria, trasposición literaria de su Orense natal. Los críticos han encontrado en sus ficciones ecos de autores como Valle-Inclán o Eça de Queirós.
Blanco Amor era homosexual, y este aspecto aparece en obras como A esmorga o Xente ao lonxe, así como, de forma destacada, en los poemarios eróticos publicados póstumamente como Ars Amandi (2007). El autor mantuvo contactos con el Frente de Liberación Homosexual Galego, y en su última entrevista destacó "el Estatuto de Autonomía y la abolición de la ley de peligrosidad social" como dos causas por las que salir a la calle.

## Obra en gallego

### Poesía
- Romances galegos (1928).
- Poema en catro tempos (1931).
- Cancioneiro (1956).

### Narrativa
- Os Nonnatos (1927).
- A esmorga (1959). Citania. Traducido al español como Parranda (1960, Compañía General Fabril). Reeditado en Júcar (1973), Trea (2001) e Igela (2015). Traducido también al catalán,[7] euskera,[8] inglés,[9] francés[10] e italiano.[11][12]
- Os biosbardos (1962). Traducido al español como Las musarañas (1975, Euros).
- O reló de area (1965).
- Xente ao lonxe (1972). Traducido al español como Aquella gente... (1976, Seix Barral).
- A escadeira de Jacob (inconclusa, edición póstuma de 1993).

### Teatro
- Farsas para títeres (1973, edición bilingüe). Parte de ellas fueron publicadas anteriormente como Seis farsas para títeres (1950).
- Teatro pra xente (1974).
- Proceso en Jacobusland (Fantasía xudicial en ningures) (1980).

### Ensayo
- Castelao escritor. Pórtico encol da prosa galega (1986).
- Artigos en La Nación (2004).
- Taracea marroquí 1935 (2021).

### Fotografía
- A ollada do desexo. Obra fotográfica 1933-1973 (2005). Galaxia

### Compilaciones
- Poemas galegos (1980). Galaxia.
- Obra en galego completa. Narrativa I (1993). Galaxia.
- Obra en galego completa. Poesía. Teatro II (2010). Galaxia.

## Obra en castellano

### Poesía
- Horizonte evadido (1936). Viau y Zona Editores.
- En soledad amena (1941). Emecé Editores.
- Ars amandi (2007). Galaxia - P.E.N. Club Galicia.

### Narrativa
- La catedral y el niño (1948). Edición Rueda. Reeditada en Ediciones Centro (1976), Galaxia (1997), La Voz de Galicia (2004) y Libros del Asteroide (2018).
- Los miedos (1963). Destino. Reeditada en Galaxia (2016).

### Ensayo
- Chile a la vista (1950).
- Las buenas maneras (1963). Losada. Reeditado en Xerais (1983).
- En defensa e ilustración de la Segunda República Española en los años de la guerra civil (1936-1939) (2016). Galaxia.

## Reconocimientos y adaptaciones
Blanco Amor está considerado uno de los principales autores gallegos de la etapa de posguerra y del exilio. Si bien en vida no recibió muchos reconocimientos institucionales, a excepción de la elección de Los miedos (1963) como finalista del Premio Nadal de 1961 y su nombramiento como miembro numerario de la Real Academia Galega en 1972, tras su muerte su obra y figura han sido objeto de numerosos homenajes y puestas en valor, especialmente en el ámbito gallego. A esmorga y Xente ao lonxe han sido consideradas dos de las novelas más importantes de la literatura gallega del siglo XX. De forma más reciente, en el ámbito castellanoparlante se ha destacado La catedral y el niño como su obra principal.
En 1981 se creó el Premio Blanco Amor de novela larga, convocado desde entonces por 52 ayuntamientos gallegos. La Real Academia Galega acordó dedicarle el Día de las Letras Gallegas del año 1993. Asimismo, numerosas calles y dos institutos de Galicia llevan su nombre.En 2007 se inauguró una estatua del autor frente a la Alameda de Ourense, obra de Xosé Cid.
A esmorga ha sido llevada al cine bajo la dirección de Gonzalo Suárez como Parranda (1977), y bajo la dirección de Ignacio Vilar como A esmorga (2014). En 2022 la banda Piratas sen parche publicó la canción "Eduardita", que revindicaba el carácter pionero de la figura de Blanco Amor.